# Fontaine-la-Guyon
Fontaine-la-Guyon – miejscowość i gmina we Francji, w Regionie Centralnym, w departamencie Eure-et-Loir.
Według danych na rok 1990 gminę zamieszkiwały 732 osoby, a gęstość zaludnienia wynosiła 50 osób/km² (wśród 1842 gmin Centre, Fontaine-la-Guyon plasuje się na 529. miejscu pod względem liczby ludności, natomiast pod względem powierzchni na miejscu 898.).